# Mansa tibialis
Mansa tibialis är en stekelart som först beskrevs av Cameron 1902.  Mansa tibialis ingår i släktet Mansa och familjen brokparasitsteklar. Inga underarter finns listade i Catalogue of Life.